# Fernando Vicente
Fernando Vicente Fiula (ur. 8 marca 1977 w Benicarló) – hiszpański tenisista i trener tenisa, olimpijczyk z Sydney (2000).

## Kariera tenisowa
Jako zawodowy tenisista występował w latach 1996–2011.
W rozgrywkach rangi ATP World Tour wygrał trzy turnieje w grze pojedynczej, a w dalszych trzech był finalistą. W rozgrywkach deblowych Hiszpan triumfował w dwóch turniejach ATP World Tour. Ponadto był cztery razy uczestnikiem finałów w zawodach deblowych.
Vicente raz zagrał na igrzyskach olimpijskich, w konkurencji singlowej w Sydney (2000). Wyeliminował Rumuna Andrew Ilie, a poniósł porażkę z Francuzem Fabrice’em Santoro.
Najwyżej sklasyfikowany w rankingu singlistów był na 29. miejscu w czerwcu 2000 roku, natomiast w zestawieniu deblistów pod koniec listopada 2006 roku zajmował 61. pozycję.

### Finały w turniejach ATP World Tour
| Legenda                                      |
| -------------------------------------------- |
| Wielki Szlem                                 |
| Igrzyska olimpijskie                         |
| Tennis Masters Cup / ATP Finals              |
| ATP Masters Series / ATP Tour Masters 1000   |
| ATP International Series Gold / ATP Tour 500 |
| ATP International Series / ATP Tour 250      |

#### Gra pojedyncza (3–3)
| Końcowy wynik | Nr | Data             | Turniej    | Nawierzchnia | Przeciwnik         | Wynik finału             |
| ------------- | -- | ---------------- | ---------- | ------------ | ------------------ | ------------------------ |
| Finalista     | 1. | 28 marca 1999    | Casablanca | Ceglana      | Alberto Martín     | 3:6, 4:6                 |
| Zwycięzca     | 1. | 13 czerwca 1999  | Merano     | Ceglana      | Hiszam Arazi       | 6:2, 3:6, 7:6            |
| Finalista     | 2. | 1 sierpnia 1999  | Kitzbühel  | Ceglana      | Albert Costa       | 5:7, 2:6, 7:6(5), 6:7(4) |
| Zwycięzca     | 2. | 16 kwietnia 2000 | Casablanca | Ceglana      | Sébastien Grosjean | 6:4, 4:6, 7:6(3)         |
| Zwycięzca     | 3. | 4 lutego 2001    | Bogota     | Ceglana      | Juan Ignacio Chela | 6:4, 7:6(6)              |
| Finalista     | 3. | 26 maja 2002     | St. Pölten | Ceglana      | Nicolás Lapentti   | 5:7, 4:6                 |

#### Gra podwójna (2–4)
| Końcowy wynik | Nr | Data             | Turniej    | Nawierzchnia | Partner        | Przeciwnicy                      | Wynik finału   |
| ------------- | -- | ---------------- | ---------- | ------------ | -------------- | -------------------------------- | -------------- |
| Finalista     | 1. | 7 maja 2000      | Majorka    | Ceglana      | Alberto Martín | Michaël Llodra Diego Nargiso     | 6:7(2), 6:7(3) |
| Finalista     | 2. | 29 kwietnia 2001 | Barcelona  | Ceglana      | Tommy Robredo  | Donald Johnson Jared Palmer      | 6:7(2), 4:6    |
| Finalista     | 3. | 21 lipca 2002    | Umag       | Ceglana      | Albert Portas  | František Čermák Julian Knowle   | 4:6, 4:6       |
| Finalista     | 4. | 2 marca 2003     | Acapulco   | Ceglana      | David Ferrer   | Mark Knowles Daniel Nestor       | 3:6, 3:6       |
| Zwycięzca     | 1. | 23 maja 2004     | Casablanca | Ceglana      | Enzo Artoni    | Yves Allegro Michael Kohlmann    | 3:6, 6:0, 6:4  |
| Zwycięzca     | 2. | 23 lipca 2006    | Amersfoort | Ceglana      | Alberto Martín | Lucas Arnold Ker Christopher Kas | 6:4, 6:3       |

## Kariera trenerska
Od 2010 Vicente pracuje jako trener tenisa. W latach 2010–2014 był trenerem Marcela Granollersa i Marca Lópeza. Prowadzi wspólnie z Galem Brankiem akademię tenisową 4 Slam Tennis Academy w Barcelonie. Od wiosny 2016 pracuje z Andriejem Rublowem.